# Vive l'amour
Vive l'amour (愛情萬歲S, Àiqíng wànsuìP) è un film del 1994 scritto e diretto da Tsai Ming-liang, vincitore del Leone d'oro al miglior film alla 51ª Mostra internazionale d'arte cinematografica di Venezia.

## Trama
A Taipei, la bella e non più giovane agente immobiliare Mei-mei usa un appartamento sfitto per fugaci incontri sessuali. A sua insaputa, l'appartamento è saltuariamente abitato anche da Hsiao-kang, un venditore di loculi per urne cinerarie che, impadronitosi d'una chiave lasciata incustodita nella toppa, vi entra ed esce di nascosto. Solo e infelice, tenta una notte il suicidio tagliandosi le vene, ma l'arrivo di Mei-mei con la sua ultima conquista, il venditore abusivo Ah-jung, lo interrompe.
Ah-jung le ruba le chiavi dell'appartamento e vi rincasa qualche giorno dopo, trovandosi davanti Hsiao-kang. Sorpresi dal ritorno di Mei-mei, che si è accorta della sparizione del suo mazzo di chiavi, i due sgattaiolano via di soppiatto, stringendo una sorta di amicizia che per Hsiao-kang è qualcosa di più, data la sua omosessualità. Una notte, Mei-mei passa accanto a loro per strada fingendo di non riconoscere Ah-jung, che pianta in asso Hsiao-kang per seguirla fino a casa, dove fanno l'amore. Hsiao-kang, nascosto sotto il letto, si masturba. La mattina seguente, dopo che Mei-mei se ne va, Hsiao-kang si sdraia accanto ad Ah-jung, ancora addormentato, e lo bacia lievemente sulle labbra prima di andarsene. Rimasta a piedi, Mei-mei vaga per il Daan Forest Park ancora in costruzione, per poi lasciarsi andare a un lungo pianto dirotto.

## Distribuzione
È stato presentato in anteprima il 3 settembre 1994 in concorso alla 51ª Mostra internazionale d'arte cinematografica di Venezia, venendo distribuito nelle sale cinematografiche italiane da Lucky Red a partire dal 17 novembre 1994.

## Riconoscimenti
- 1994 - Mostra internazionale d'arte cinematografica di Venezia[3][4]
  - Leone d'oro al miglior film (ex æquo con Prima della pioggia)
  - Premio FIPRESCI (ex æquo con Prima della pioggia)
- 1994 - Golden Horse Awards[5]
  - Miglior film
  - Miglior regia a Tsai Ming-liang
  - Migliori effetti sonori a Yang Ching-an
  - Candidatura al migliore attore a Lee Kang-sheng
  - Candidatura al migliore attore non protagonista a Chen Chao-jung
- 1994 - Festival des 3 Continents[6]
  - Premio per la migliore interpretazione maschile a Lee Kang-sheng
  - Premio della città di Nantes per la miglior regia a Tsai Ming-liang